# Normandia (Roraima)
Normandia é um município do estado brasileiro de Roraima.

## História
O nome do município é uma homenagem à região da Normandia (na França), nome este dado por Maurice Marcel Habert a seu sítio que se tornou vila, cidade e posteriormente município. Maurice, era Francês nascido em Paris, foi condenado a dez anos de prisão em regime de trabalho forçado na prisão de Saint-Laurent-du-Maroni na Guiana Francesa. Após cumprir sua sentença o mesmo não poderia sair da Guiana Francesa, então fugiu para Georgetown capital da Guiana, e já no final da segunda guerra mundial foi forçado a sair da Guiana por perseguições que os franceses sofriam na época, Maurici juntamente com alguns amigos também Franceses, fugiram de Georgetown se aventurando pela floresta amazônica Guianense vindo sair em Lethem na fronteira com o Brasil, não encontrando abrigo vagaram por mais alguns quilômetros ate chegar na fazenda Pirara ainda do lado Guianense, lá receberam abrigo e ficaram por um  ano até atravessarem para o Brasil, os amigos de Maurice seguiram viagem e ele ficou na região, casou-se com Iracema Galvão e em meados de 1948 foi morar em um pequeno barracão de palha mas que ainda não havia sido ocupado, barracão este que pertencia ao Sr Nazareno Trajado, o mesmo havia sido convocado para a segunda guerra mundial, porém não foi para guerra e resolveu ficar em Manaus não retornando mais para Roraima e acabou vendendo o seu barracão a Maurice, que se estabeleceu no local e o batizou de Normandia. Maurice Morreu em 1964 mas sua história continua viva até hoje.
O município Foi criado pela Lei Federal Nº 7.009, de julho de 1982, com terras desmembradas do município da Capital do Estado.

## Geografia
A população estimada em 2017 foi de 10.527 habitantes, segundo o IBGE.
A única localidade não indígena do município é sua própria sede.

## Organização Político-Administrativa
O Município de Normandia possui uma estrutura política administrativa composta pelo Poder Executivo, chefiado por um Prefeito eleito por sufrágio universal, o qual é auxiliado diretamente por secretários municipais nomeados por ele, e pelo Poder Legislativo, institucionalizado pela Câmara Municipal de Normandia, órgão colegiado de representação dos munícipes que é composto por 9 vereadores também eleitos por sufrágio universal.

### Atuais autoridades municipais de Normandia
- Prefeito: Wenston Paulino Berto Raposo "Dr Raposo" - PSD (2021/-)[6]
- Vice-prefeita: Veralice Lima de Oliveira - PSD (2021/-)[6]
- Presidente da Câmara: Anibal Araújo - MDB (2021/-)[6]

## Economia
As principais fontes de renda são:
- Criação de gado e Peixe
- Agricultura (Melancia, Banana, Mandioca e Arroz)

## Infraestrutura
Na saúde, existe um hospital público (chamado de Hospital Ruth Quitéria) com 22 leitos, dois Postos de Saúde na Sede do Município e vários postos nas Comunidades Indígenas.
Existem no município 61 escolas de ensino fundamental e 2 de ensino médio.
Este município conta com um sistema de distribuição de água, energia elétrica (distribuída pela Roraima Energia, em linha vindo de Boa Vista, oriunda de termelétricas), agência dos correios, agência bancária e rede telefônica.
O município abriga também um pelotão especial de fronteiras subordinado à Brigada de Infantaria de Selva, cuja sede fica em Boa Vista.

### Transporte
A ligação entre a sede do município de Normandia com Boa Vista se dá pela rodovia BR-401, havendo uma distância de 185 km entre as duas cidades.
Há um aeroporto no município que é administrado por um pelotão do exército subordinado à Brigada de Infantaria de Selva.